# Пендельтюр

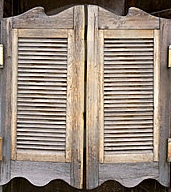
Пендельтюр

Пендельтюр (от (нем.) «Pendel» — маятник, «Tür» — дверь, лат. Pendere) — это тип двери, которая открывается в обе стороны и автоматически возвращается в исходное положение благодаря маятниковым петлям. Такие двери часто используют в общественных зданиях и предприятиях, главным образом в метро, где есть проход в обе стороны, а также больницах, кафе и пабах.

## История
Первые пендельтюры, предположительно, появились в США в эпоху ковбоев около 1865 года, сразу после окончания гражданской войны, когда требовалось перегонять большие стада скота, особенно в Техасе. В барах и пабах такие двери стали использовать позже, ближе к 1880 годам, так как они подходили для оживлённых заведений того времени. Вероятно, ранее эти барьеры использовали в Германии, на что указывает немецкое происхождение слова, но подлинных данных в документах XIX—XX века нет.

## Этимология
Слово «пендельтюр» происходит от немецкого «Pendel» — маятник, что указывает на принцип работы двери и «Tür» — дверь. Корни слова уходят в латынь, где «Pendere» означает «висеть» или «повесить». В русском языке слово появилось в начале XX века, когда немецкое «Pendel» преобразовали в русское «пендель» в значении ударить, толкнуть.